# チェルシー・ストウブ
チェルシー・ストウブ（Chelsea Staub、1988年9月15日 - ）は、アメリカ合衆国の女優。アリゾナ州フェニックス出身。

## 出演作品
- 超巨大ハリケーン カテゴリー5
- 私はラブ・リーガル4
- CSI:12　科学捜査班
- スターにアイ・ラブ・ユー（アレクシス・ベンダー）
- ジョナス
- タイムマシン大作戦
- アシュリー・ガルシア 〜恋する天才少女〜 The Expanding Universe of Ashley Garcia (2020-)